# Governadores dos estados australianos
Os Governadores dos estados Australianos são a representação máxima do Poder Executivo em cada um dos seis estados que compõem a Comunidade Australiana. Os governadores não são essencialmente submissos ao Governador-geral, mas sim à Rainha Elizabeth II, na condição de Chefe de Estado da Austrália.

## Lista
| Nome                 | Imagem | Estado               | Prazo                                     |
| -------------------- | ------ | -------------------- | ----------------------------------------- |
| Paul de Jersey       |        | Queensland           | 29 de Julho de 2014 10 anos e 250 dias    |
| Hieu Van Le          |        | Austrália Meridional | 1 de Setembro de 2014 10 anos e 216 dias  |
| General David Hurley |        | Nova Gales do Sul    | 2 de Outubro de 2014 10 anos e 185 dias   |
| Kerry Sanderson      |        | Austrália Ocidental  | 20 de Outubro de 2014 10 anos e 167 dias  |
| Kate Warner          |        | Tasmânia             | 10 de Dezembro de 2014 10 anos e 116 dias |
| Linda Dessau         |        | Vitória              | 1 de Julho de 2015 9 anos e 278 dias      |

### Administradores dos territórios
| Nome           | Imagem | Território                             | Prazo                                     |
| -------------- | ------ | -------------------------------------- | ----------------------------------------- |
| John Hardy     |        | Território do Norte                    | 10 de Novembro de 2014 10 anos e 146 dias |
| Gary Hardgrave |        | Ilha Norfolk                           | 1 de Julho de 2014 10 anos e 278 dias     |
| Barry Haase    |        | Ilha Christmas e Ilhas Cocos (Keeling) | 5 de Outubro 2014 10 anos e 182 dias      |